# Quills
 Quills és una pel·lícula estatunidenca-germano-britànica dirigida per Philip Kaufman el 2000. La pel·lícula explica els últims mesos de la vida del Marquès de Sade. És una adaptació de l'obra teatral Quills, escrita per Doug Wright, igualment guionista de la pel·lícula, i guanyador de l'Off-Broadway Theater Award (o Obie Award), premi atorgat pel diari The Village Voice i que recompensant les millors obres «Off Broadway».

## Argument
Empresonat a l'Asil de Charenton, dirigit per l'Abat del Coulmier (Joaquin Phoenix), el Marquès de Sade (Geoffrey Rush) arriba a fer passar molts dels seus escrits via una jove cosidora que treballa al convent, Magdalena (Kate Winslet), fascinada per l'home, tot i que sent atreta per l'Abat, que refusa el seu amor.
Però l'administració estima que els mètodes de l'abat són massa «liberals», i el doctor Royer-Collard (Michael Caine) és enviat a l'asil per « cuidar » el marquès, privant-lo a poc a poc dels seus mitjans d'expressió.

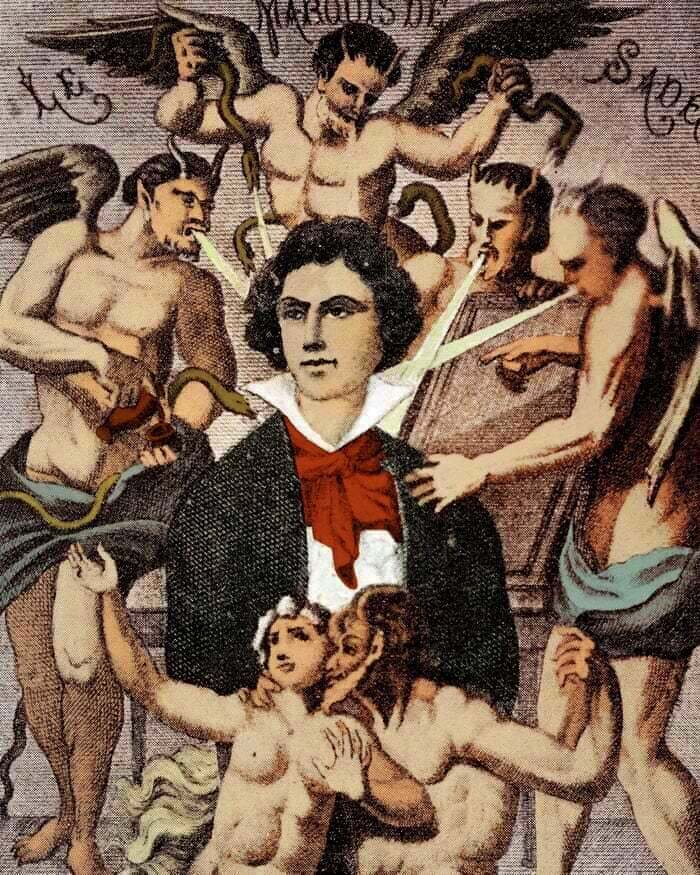
Retrat imaginari del d'H. Biberstein a L'Œuvre du marquis de Sade, de Guillaume Appolinaire: Sade soumis aux quatre vents des suggestions diaboliques

## Repartiment
- Geoffrey Rush: el Marquès de Sade
- Kate Winslet: Madeleine 'Maddy' LeClerc
- Joaquin Phoenix: L'Abat del Coulmier
- Michael Caine: Dr. Royer-Collard
- Billie Whitelaw: Madame LeClerc
- Patrick Malahide: Delbené
- Amelia Warner: Simone
- Jane Menelaus: Renee Pelagie
- Stephen Moyer: Prouix, l'arquitecte
- Tony Pritchard: Valcour
- Michael Jenn: Cleante
- Danny Babington: Pitou
- George Yiasoumi: Dauphin
- Stephen Marcus: Bouchon
- Elizabeth Berrington: Charlotte

## Al voltant de la pel·lícula

### Títol
El paraula « Quill », en anglès, significa ploma utilitzada amb finalitat d'escriptura. El títol original, fonèticament similar al verb conjugat anglès « kills », literalment « mata », associa la ploma i l'acció de matar, simbolitzant el poder mortal que tenen de vegades les paraules.

### Concordança històrica
Donatien Alphonse François, Marquès de Sade, és un escriptor i un filòsof francès, molt de temps consagrat a l'anatema basant-se en la part atorgada a la seva obra a un erotisme de la violència i de la crueltat. Del seu nom s'ha tret el neologisme «sadisme», per designar una perversió sexual en la qual la satisfacció està vinculada al sofriment o a la humiliació infligida a altri.
Tot i que basada en els fets reals que envolten el final de la vida del marquès de Sade, la pel·lícula s'ha pres certes llibertats amb la realitat: la segona dona del marquès, Marie-Constance Quesnet, va viure amb ell a l'asil de Charenton fins al seu suïcidi. Hauria tingut una relació amb Madeleine Leclerc (interpretada per Kate Winslet), que tenia 13 anys en aquell temps
Neil Schaeffer, autor de The Marquis de Sade: A Life. Utilitzat pel director Philip Kaufman com referencia, en una crítica publicada al diari The Guardian, ha criticat la pel·lícula per la seva manca d'exactitud històrica Schaeffer ha criticat particularment que la imatge de Sade, «un màrtir de l'opressió i de la censura de l'Església i l'Estat», hagi estat eludida per « una conclusió surrealista i didàctica que no té cap vincle amb la veritat».

### Rebuda
Ha aconseguit 17.989.227 $ a nivell mundial, dels quals 7.065.332 $ als Estats Units. Pel box-office, la pel·lícula té un 74% al lloc Rotten Tomatoes i té 2 estrelles sobre 4 a Allociné
Els comentaris de la pel·lícula han estat globalment bons, fins i tot elogiosos per la interpretació de Geoffrey Rush.
Elvis Mitchell, del New York Times ha felicitat «l'elegància eufòrica» de la direcció de Kaufman i l'actuació de Geoffrey Rush « alegre... brillant »

### Banda original
La banda original ha estat composta per Stephen Warbeck :
1. The Marquis and the Scaffold - 3:08
2. The Abbe and Madelaine - 2:19
3. The Convent - 2:22
4. Pans for a Burial - 1:17
5. Dream of Madelaine - 4:41
6. Royer-Collard and Bouchon - 4:15
7. Aphrodisiac - 2:59
8. The Last Story - 7:35
9. Marquis' Cell at Charenton - 4:37
10. The End: A New Manuscript - 7:31
11. The Printing Press - 2:24

## Premis i nominacions

### Nominacions
- 2001. Oscar al millor actor per Geoffrey Rush
- 2001. Oscar a la millor direcció artística per Martin Childs i Jill Quertier
- 2001. Oscar al millor vestuari per Jacqueline West
- 2001. Globus d'Or al millor actor dramàtic per Geoffrey Rush
- 2001. Globus d'Or al millor guió per Doug Wright
- 2001. BAFTA al millor actor per Geoffrey Rush
- 2001. BAFTA a la millor direcció artística per Martin Childs
- 2001. BAFTA al millor maquillatge i perruqueria per Peter King i Nuala Conway
- 2001. BAFTA al millor vestuari per Jacqueline West